# Campeonato Europeo de Baloncesto Masculino de 2029
El XLIII Campeonato Europeo de Baloncesto Masculino se celebrará conjuntamente entre España, Estonia, Grecia y Eslovenia en el año 2029 bajo la denominación EuroBasket 2029. El evento es organizado por la Confederación Europea de Baloncesto (FIBA Europa).

## Candidaturas
Las siguientes ocho federaciones nacionales han ofrecido su candidatura para organizar este campeonato:
- Alemania
- Eslovenia: Liubliana
- España: Madrid
- Estonia: Tallin
- Finlandia
- Grecia: Atenas
- Lituania
- Países Bajos

Finalmente, el 22 de mayo de 2025, FIBA Europa anunció que los anfitriones serían Estonia, Grecia, Eslovenia y España, con este último albergando el partido inaugural en el Estadio Santiago Bernabéu y la fase de grupos y la fase final en el Movistar Arena.

## Sedes
| Madrid · España     | Madrid Atenas Liubliana Tallin | Madrid · España           |
| Movistar Arena      | Madrid Atenas Liubliana Tallin | Estadio Santiago Bernabéu |
| Capacidad: 15 000   | Madrid Atenas Liubliana Tallin | Capacidad: 78 287         |
| Fase final          | Madrid Atenas Liubliana Tallin | Partido inaugural         |
|                     | Madrid Atenas Liubliana Tallin |                           |
| Atenas · Grecia     | Liubliana Eslovenia            | Tallin Estonia            |
| Olympic Indoor Hall | Arena Stožice                  | Unibet Arena              |
| Capacidad: 18 300   | Capacidad: 12 480              | Capacidad: 7200           |
| Fase de grupos      | Fase de grupos                 | Fase de grupos            |
|                     |                                |                           |

## Equipos clasificados
| Equipo    | Método de clasificación | Fecha de clasificación | Apariciones | Última | Mejor resultado          |
| --------- | ----------------------- | ---------------------- | ----------- | ------ | ------------------------ |
| Eslovenia | Países anfitriones      | 22 de mayo de 2025     | 16          | 2025   | (2017)                   |
| España    | Países anfitriones      | 22 de mayo de 2025     | 34          | 2025   | (2009, 2011, 2015, 2022) |
| Estonia   | Países anfitriones      | 22 de mayo de 2025     | 8           | 2025   | 5º lugar (1937, 1939)    |
| Grecia    | Países anfitriones      | 22 de mayo de 2025     | 30          | 2025   | (1987, 2005)             |